# Jonu Media
Jonu Media es una productora audiovisual que licencia anime en España.

## Historia
El nombre comercial de Jonu ha pasado por diferentes etapas: de ser propiedad del  Grupo Planeta, pasó a pertenecer a (la ahora desaparecida) Savor Edicionesen 2008 —quien ese mismo año retiró los patrocinios en el Salón del manga de Barcelona. En junio de 2018 la marca fue adquirida por Xowed Entertainment. Y en diciembre de 2024 Jonu Media afirma haberse independizado de Xowed, para funcionar por sí misma, con su servicio de emisión de anime (Jonu Play) y su tienda en red (Jonu Shop).
Entre sus lanzamientos más importantes en su primera etapa, hasta el año 2008, se encontraron Bleach o Love Hina. También publicó la revista Jonu Magazine hasta el año 2003.

## Series uOVAslicenciadas por Jonu Media
- 2.5 Seducción Dimensional
- 3X3 Ojos
- A-Kite
- ¡Oh, Mi Diosa!
- Azul
- Angel Sanctuary
- Babel II
- Berserk
- Beyblade Force
- Black Jack
- Boys Be... Más allá del amor
- Bleach
- Campeones
- Capitán Harlock
- Casi 15 años Melodía juvenil
- Ceres La leyenda celestial
- Chobits
- Clamp, Club de Detectives
- Comic Party
- Crónica de la restauración de un reino
- D.N. Angel
- Dr. Slump
- Detective Conan
- Dual Una historia paralela
- El Misterioso Loki Ragnarok
- El puño de la estrella del norte
- Emma Un Romance Victoriano
- Eriko
- Escuela de Brujas
- From I"s (OVA)
- Fruits Basket
- Fushigi Yugi (Serie TV y OVAS)
- Get Backers
- Girls Bravo
- Guardian Hearts
- Gungrave
- Gunparade - March
- Hand Maid May
- Happy Lesson
- Hyper Police
- I My Me Strawberry Eggs
- I"s Pure (OVA)
- Initial D ( TV y 1er OVA)
- Kare Kano
- Key, la ídolo metálica
- Kimagure Orange Road (TV y OVAS)
- Kizuna: Academia de artistas virtuales
- KonoSuba!
- Lum (1ª temporada)
- Los Caballeros de Lamune
- Los Caballeros de Lamune: Fuego
- Love Hina
- Magic Knight Rayearth (OVAS)
- Maison Ikkoku
- María nos mira
- Master of Mosquiton
- Melty Lancer
- Mezzo Forte
- Minky Momo La princesa de las estrellas
- Monster
- MPD PSYCHO
- Nana
- Nana sin talento
- Neo Ranga
- Niea Under 7
- Ninja Scroll
- Onegai My Melody
- Patlabor
- Peach Girl
- Peligros en mi corazón
- Ranma ½
- Ronja, la Hija del bandolero
- Seraph of the End
- Samurai Deeper Kyo
- Super Gals!
- Supergol
- School Rumble
- Terror in Resonance
- Ultra Maniac
- Wind
- X-1999
- Yu-Gi-Oh
- Yū Yū Hakusho

## Películas de anime
- Alegre Juventud
- Beyblade, La Película - Combate Final
- Cardcaptor Sakura: la película
- Cardcaptor Sakura: la película 2, la carta sellada
- City Hunter (OVAS)
- Death Note
- Death Note: El Último Nombre
- El Último Reino
- El viaje de Chihiro
- Initial D Third Stage
- Jin-Roh
- Kimagure Orange Road: Quisiera volver a ese día
- ¿Quién es el 11 pasajero?
- La leyenda de los 10 guerreros de Tokio (Guardianes de los 5 elementos) (Tokyo Jushoden)
- Lamu: Only you
- Lamu: Beautiful dreamer
- Lamu: Remember my love
- Lamu: Lamu forever
- Lamu: Capítulo final
- Lamu: Always my darling
- Nadia
- La tumba de las luciérnagas
- Tokio Vice
- Touch
- Tsubasa Chronicle
- WXIII: Patlabor the Movie 3
- X-1999
- XXX Holic
- Yū Yū Hakusho, la película
- Yū Yū Hakusho, Batalla Mortal En El Más Allá